# Mariä Heimsuchung (Saltendorf)

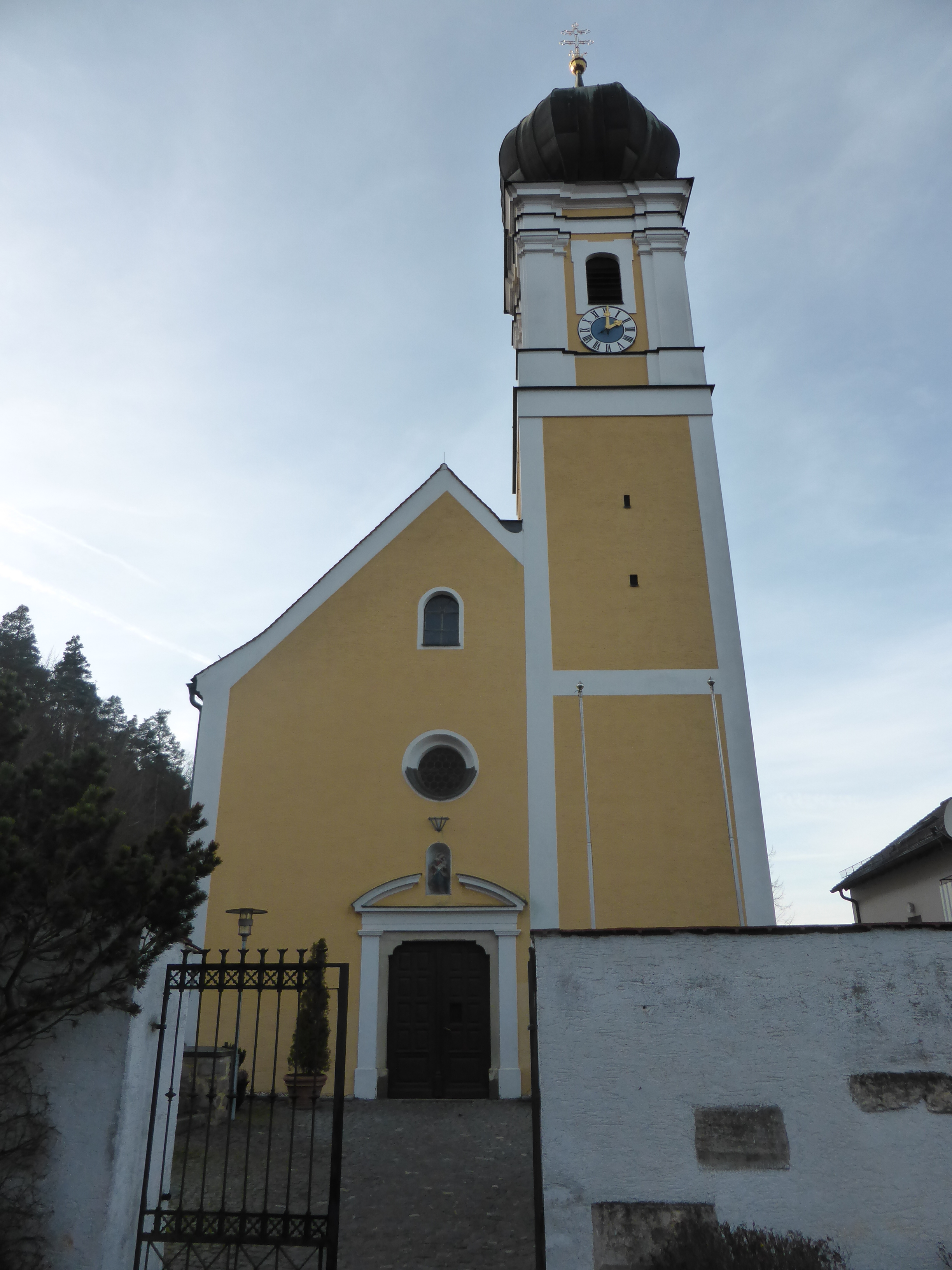
Mariä Heimsuchung (Saltendorf)

Die römisch-katholische, denkmalgeschützte Filialkirche und ehemalige Wallfahrtskirche Mariä Heimsuchung steht in Saltendorf, einem Gemeindeteil von Teublitz im Landkreis Schwandorf in der Oberpfalz. Sie gehört zum Bistum Regensburg. Das Bauwerk ist unter der Denkmalnummer D-3-76-170-8 als Baudenkmal in die Bayerische Denkmalliste eingetragen.

## Beschreibung
Die gotische Saalkirche wurde im 14. Jahrhundert erbaut. Sie besteht aus einem Langhaus, das mit einem Satteldach bedeckt ist, einem eingezogenen, dreiseitig geschlossenen Chor im Westen und einem wohl 1368 errichteten Fassadenturm an der Nordostecke des Langhauses. Der Turm wurde im 17./18. Jahrhundert mit einem Geschoss aufgestockt, das mit Pilastern an den Ecken verziert ist. Es beherbergt die Turmuhr und den Glockenstuhl, in dem vier Kirchenglocken hängen. Darauf sitzt eine Zwiebelhaube. Das Portal befindet sich in der Ostfassade. Es schließt mit einem Sprenggiebel ab, der eine Nische mit einem Marienbildnis umrahmt.
Der Innenraum des Langhauses ist mit einem Kreuzgratgewölbe überspannt, der des Chors mit einem Netzrippengewölbe. Zur Kirchenausstattung gehört ein Hochaltar, der seitlich von den Statuen des heiligen Wolfgang und des heiligen Kajetan flankiert wird.